# 1re étape du Tour de France 2017
Pour un article plus général, voir Tour de France 2017.
La 1re étape du Tour de France 2017 se déroule le samedi 1er juillet 2017. Il s'agit d'un contre-la-montre disputé sur une distance de 14 km dans les rues de la ville de Düsseldorf. Elle est remportée par le Britannique Geraint Thomas, de l'équipe Sky. Il devance le Suisse Stefan Küng (BMC) de cinq secondes et le Biélorusse Vasil Kiryenka (Sky) de sept secondes. Disputée sous la pluie, cette étape est marquée par les abandons d'Alejandro Valverde et de Ion Izagirre, tous deux victimes d'une chute dans le même virage.

## Parcours
La première étape du Tour de France 2017 est un contre-la-montre de 14 km disputé à Düsseldorf. Le départ et l'arrivée sont situés dans le quartier de Stockum (en), aux abords du centre de conférences Messe Düsseldorf (en). Le parcours longe le Rhin sur quatre kilomètres, franchit ce fleuve deux fois en effectuant une boucle dans le centre-ville, puis longe à nouveau le Rhin sur la même distance. C'est la quatrième fois que le Tour de France prend son départ en Allemagne,,.

## Déroulement de la course

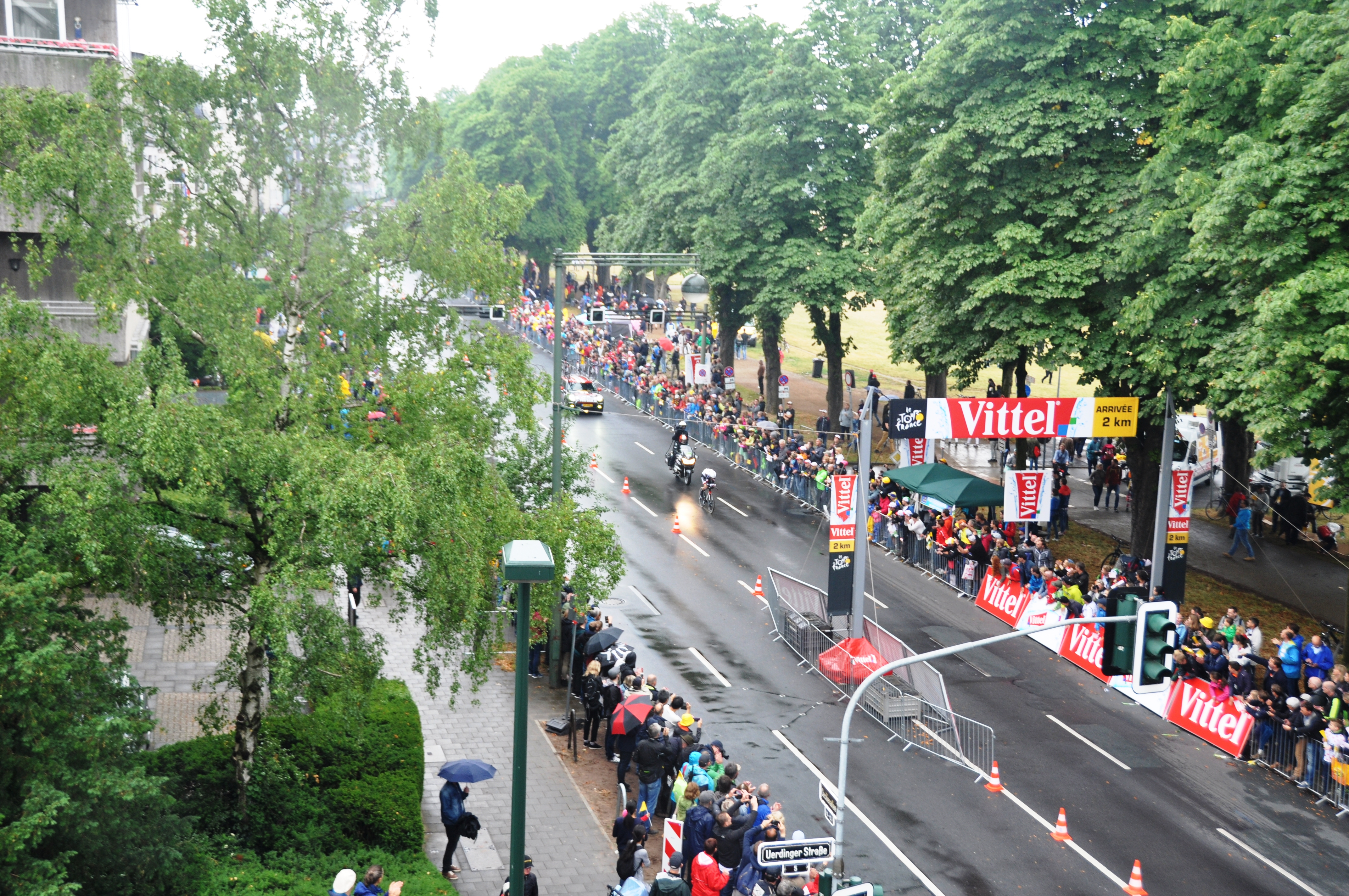
pluie

Le Français Elie Gesbert, membre de l'équipe Fortuneo-Oscaro et benjamin de ce Tour, est le premier à prendre le départ. Andriy Grivko (16 min 21 s), Nikias Arndt (16 min 20 s), Matteo Trentin (16 min 14 s), Vasil Kiryienka (16 min 11 s) se succèdent en tête du classement provisoire. Kiryenka, ancien champion du monde du contre-la-montre, est battu par un autre coureur de Sky, Geraint Thomas, qui parcourt les 14 km en 16 min 4 s. 
Plusieurs coureurs sont tombés durant l'étape, à cause notamment de la chaussée détrempée. Deux d'entre eux, Alejandro Valverde et Ion Izagirre, abandonnent. Les leaders d'équipes et favoris de l'étape adoptent une attitude plus prudente. Richie Porte, qui s'est dit « un peu pétrifié » après avoir vu la chute de son équipier Nicolas Roche, termine ainsi à 47 secondes de Thomas. Le champion du monde Tony Martin, l'un des favoris du jour, est battu de huit secondes. Seul le Suisse Stefan Küng, récent champion de Suisse du contre-la-montre et ancien champion du monde de poursuite, semble en mesure de menacer le temps de Geraint Thomas. Il échoue de cinq secondes et prend la deuxième place. Dernier à s'élancer, le tenant du titre Christopher Froome termine à la sixième place, à douze secondes.
Cette étape est un succès pour Sky, qui place quatre de ses coureurs parmi les huit premières places. Froome prend un avantage plus important qu'attendu sur ses principaux rivaux, relégués à une demi-minute. Si certains, comme Nairo Quintana, Romain Bardet, ont réalisé une performance conforme à leur niveau en contre-la-montre, d'autres ont déçu, comme Richie Porte, qui finit à 35 secondes de Froome, ou Alberto Contador. Nairo Quintana est affaibli pour le reste de la course par l'abandon de Valverde,.
Alejandro Valverde, souffrant de fractures de la rotule et de la cheville gauches, doit être opéré et arrêter sa saison. Ion Izagirre souffre d'une vertèbre lombaire fracturée.

## Résultats

### Classement de l'étape
| \| Classement de l'étape \| Classement de l'étape \| Classement de l'étape \| Classement de l'étape \| Classement de l'étape \| \| Coureur \| Coureur \| Pays \| Équipe \| Temps \| \| --------------------- \| --------------------- \| --------------------- \| --------------------- \| --------------------- \| \| 1er \| Geraint Thomas \| Royaume-Uni \| Team Sky \| 16 min 04 s \| \| 2e \| Stefan Küng \| Suisse \| BMC Racing Team \| + 5 s \| \| 3e \| Vasil Kiryienka \| Biélorussie \| Team Sky \| + 7 s \| \| 4e \| Tony Martin \| Allemagne \| Katusha-Alpecin \| + 8 s \| \| 5e \| Matteo Trentin \| Italie \| Quick-Step Floors \| + 10 s \| \| 6e \| Christopher Froome \| Royaume-Uni \| Team Sky \| + 12 s \| \| 7e \| Jos van Emden \| Pays-Bas \| LottoNL-Jumbo \| + 15 s \| \| 8e \| Michał Kwiatkowski \| Pologne \| Team Sky \| + 15 s \| \| 9e \| Marcel Kittel \| Allemagne \| Quick-Step Floors \| + 16 s \| \| 10e \| Edvald Boasson Hagen \| Norvège \| Dimension Data \| + 16 s \| |                      |             |                   |             |
| |                      |             |                   |             |
| Sources : ProCyclingStats Cycling Archives |                      |             |                   |             |
| Classement de l'étape |                      |             |                   |             |
| Coureur | Coureur              | Pays        | Équipe            | Temps       |
| 1er | Geraint Thomas       | Royaume-Uni | Team Sky          | 16 min 04 s |
| 2e | Stefan Küng          | Suisse      | BMC Racing Team   | + 5 s       |
| 3e | Vasil Kiryienka      | Biélorussie | Team Sky          | + 7 s       |
| 4e | Tony Martin          | Allemagne   | Katusha-Alpecin   | + 8 s       |
| 5e | Matteo Trentin       | Italie      | Quick-Step Floors | + 10 s      |
| 6e | Christopher Froome   | Royaume-Uni | Team Sky          | + 12 s      |
| 7e | Jos van Emden        | Pays-Bas    | LottoNL-Jumbo     | + 15 s      |
| 8e | Michał Kwiatkowski   | Pologne     | Team Sky          | + 15 s      |
| 9e | Marcel Kittel        | Allemagne   | Quick-Step Floors | + 16 s      |
| 10e | Edvald Boasson Hagen | Norvège     | Dimension Data    | + 16 s      |

### Points attribués
| \| Arrivée d'étape - Düsseldorf (km 14) \| Arrivée d'étape - Düsseldorf (km 14) \| Arrivée d'étape - Düsseldorf (km 14) \| Arrivée d'étape - Düsseldorf (km 14) \| Arrivée d'étape - Düsseldorf (km 14) \| \| ------------------------------------ \| ------------------------------------ \| ------------------------------------ \| ------------------------------------ \| ------------------------------------ \| \| \| Coureur \| Pays \| Équipe \| Point(s) \| \| 1er \| Geraint Thomas \| Royaume-Uni \| Sky \| 20 \| \| 2e \| Stefan Küng \| Suisse \| BMC Racing \| 17 \| \| 3e \| Vasil Kiryienka \| Biélorussie \| Sky \| 15 \| \| 4e \| Tony Martin \| Allemagne \| Katusha-Alpecin \| 13 \| \| 5e \| Matteo Trentin \| Italie \| Quick-Step Floors \| 11 \| \| 6e \| Christopher Froome \| Royaume-Uni \| Sky \| 10 \| \| 7e \| Jos van Emden \| Pays-Bas \| Lotto NL-Jumbo \| 9 \| \| 8e \| Michał Kwiatkowski \| Pologne \| Sky \| 8 \| \| 9e \| Marcel Kittel \| Allemagne \| Quick-Step Floors \| 7 \| \| 10e \| Edvald Boasson Hagen \| Norvège \| Dimension Data \| 6 \| \| 11e \| Nikias Arndt \| Allemagne \| Sunweb \| 5 \| \| 12e \| Taylor Phinney \| États-Unis \| Cannondale-Drapac \| 4 \| \| 13e \| Andriy Grivko \| Ukraine \| Astana \| 3 \| \| 14e \| Daryl Impey \| Afrique du Sud \| Orica-Scott \| 2 \| \| 15e \| Jonathan Castroviejo \| Espagne \| Movistar \| 1 \| \| modifier \| \| \| \| \| |                      |                |                   |          |
| Arrivée d'étape - Düsseldorf (km 14) |                      |                |                   |          |
| | Coureur              | Pays           | Équipe            | Point(s) |
| 1er | Geraint Thomas       | Royaume-Uni    | Sky               | 20       |
| 2e | Stefan Küng          | Suisse         | BMC Racing        | 17       |
| 3e | Vasil Kiryienka      | Biélorussie    | Sky               | 15       |
| 4e | Tony Martin          | Allemagne      | Katusha-Alpecin   | 13       |
| 5e | Matteo Trentin       | Italie         | Quick-Step Floors | 11       |
| 6e | Christopher Froome   | Royaume-Uni    | Sky               | 10       |
| 7e | Jos van Emden        | Pays-Bas       | Lotto NL-Jumbo    | 9        |
| 8e | Michał Kwiatkowski   | Pologne        | Sky               | 8        |
| 9e | Marcel Kittel        | Allemagne      | Quick-Step Floors | 7        |
| 10e | Edvald Boasson Hagen | Norvège        | Dimension Data    | 6        |
| 11e | Nikias Arndt         | Allemagne      | Sunweb            | 5        |
| 12e | Taylor Phinney       | États-Unis     | Cannondale-Drapac | 4        |
| 13e | Andriy Grivko        | Ukraine        | Astana            | 3        |
| 14e | Daryl Impey          | Afrique du Sud | Orica-Scott       | 2        |
| 15e | Jonathan Castroviejo | Espagne        | Movistar          | 1        |
| modifier |                      |                |                   |          |

## Classements à l'issue de l'étape

### Classement général
| \| Classement général \| Classement général \| Classement général \| Classement général \| Classement général \| \| Coureur \| Coureur \| Pays \| Équipe \| Temps \| \| ------------------ \| -------------------- \| ------------------ \| ------------------ \| ------------------ \| \| 1er \| Geraint Thomas \| Royaume-Uni \| Team Sky \| 16 min 04 s \| \| 2e \| Stefan Küng \| Suisse \| BMC Racing Team \| + 5 s \| \| 3e \| Vasil Kiryienka \| Biélorussie \| Team Sky \| + 7 s \| \| 4e \| Tony Martin \| Allemagne \| Katusha-Alpecin \| + 8 s \| \| 5e \| Matteo Trentin \| Italie \| Quick-Step Floors \| + 10 s \| \| 6e \| Christopher Froome \| Royaume-Uni \| Team Sky \| + 12 s \| \| 7e \| Jos van Emden \| Pays-Bas \| LottoNL-Jumbo \| + 15 s \| \| 8e \| Michał Kwiatkowski \| Pologne \| Team Sky \| + 15 s \| \| 9e \| Marcel Kittel \| Allemagne \| Quick-Step Floors \| + 16 s \| \| 10e \| Edvald Boasson Hagen \| Norvège \| Dimension Data \| + 16 s \| |                      |             |                   |             |
| |                      |             |                   |             |
| Sources : ProCyclingStats Cycling Archives |                      |             |                   |             |
| Classement général |                      |             |                   |             |
| Coureur | Coureur              | Pays        | Équipe            | Temps       |
| 1er | Geraint Thomas       | Royaume-Uni | Team Sky          | 16 min 04 s |
| 2e | Stefan Küng          | Suisse      | BMC Racing Team   | + 5 s       |
| 3e | Vasil Kiryienka      | Biélorussie | Team Sky          | + 7 s       |
| 4e | Tony Martin          | Allemagne   | Katusha-Alpecin   | + 8 s       |
| 5e | Matteo Trentin       | Italie      | Quick-Step Floors | + 10 s      |
| 6e | Christopher Froome   | Royaume-Uni | Team Sky          | + 12 s      |
| 7e | Jos van Emden        | Pays-Bas    | LottoNL-Jumbo     | + 15 s      |
| 8e | Michał Kwiatkowski   | Pologne     | Team Sky          | + 15 s      |
| 9e | Marcel Kittel        | Allemagne   | Quick-Step Floors | + 16 s      |
| 10e | Edvald Boasson Hagen | Norvège     | Dimension Data    | + 16 s      |

### Classement par points
| Classement par points | Classement par points | Classement par points | Classement par points | Classement par points |
| Coureur               | Coureur               | Pays                  | Équipe                | Points                |
| --------------------- | --------------------- | --------------------- | --------------------- | --------------------- |
| 1er                   | Geraint Thomas        | Royaume-Uni           | Team Sky              | 20 pts                |
| 2e                    | Stefan Küng           | Suisse                | BMC Racing Team       | 17 pts                |
| 3e                    | Vasil Kiryienka       | Biélorussie           | Team Sky              | 15 pts                |
| 4e                    | Tony Martin           | Allemagne             | Katusha-Alpecin       | 13 pts                |
| 5e                    | Matteo Trentin        | Italie                | Quick-Step Floors     | 11 pts                |
| 6e                    | Christopher Froome    | Royaume-Uni           | Team Sky              | 10 pts                |
| 7e                    | Jos van Emden         | Pays-Bas              | LottoNL-Jumbo         | 9 pts                 |
| 8e                    | Michał Kwiatkowski    | Pologne               | Team Sky              | 8 pts                 |
| 9e                    | Marcel Kittel         | Allemagne             | Quick-Step Floors     | 7 pts                 |
| 10e                   | Edvald Boasson Hagen  | Norvège               | Dimension Data        | 6 pts                 |

### Classement du meilleur jeune
| Classement général du meilleur jeune | Classement général du meilleur jeune | Classement général du meilleur jeune | Classement général du meilleur jeune | Classement général du meilleur jeune |
|                                      | Coureur                              | Pays                                 | Équipe                               | Temps                                |
| ------------------------------------ | ------------------------------------ | ------------------------------------ | ------------------------------------ | ------------------------------------ |
| 1er                                  | Stefan Küng                          | Suisse                               | BMC Racing                           | en 16 min 9 s                        |
| 2e                                   | Pierre Latour                        | France                               | AG2R La Mondiale                     | + 20 s                               |
| 3e                                   | Alexey Lutsenko                      | Kazakhstan                           | Astana                               | + 24 s                               |
| 4e                                   | Timo Roosen                          | Pays-Bas                             | Lotto NL-Jumbo                       | + 29 s                               |
| 5e                                   | Simon Yates                          | Royaume-Uni                          | Orica-Scott                          | + 32 s                               |
| modifier                             |                                      |                                      |                                      |                                      |

### Classement par équipes
| Classement par équipes | Classement par équipes | Classement par équipes | Classement par équipes |
| Équipe                 | Équipe                 | Pays                   | Temps                  |
| ---------------------- | ---------------------- | ---------------------- | ---------------------- |
| 1re                    | Sky                    | Royaume-Uni            | 48 min 31 s            |
| 2e                     | Quick-Step Floors      | Belgique               | + 37 s                 |
| 3e                     | Team Sunweb            | Allemagne              | + 58 s                 |
| 4e                     | Lotto NL-Jumbo         | Pays-Bas               | + 1 min 01 s           |
| 5e                     | Katusha-Alpecin        | Suisse                 | + 1 min 01 s           |
| 6e                     | BMC Racing Team        | États-Unis             | + 1 min 07 s           |
| 7e                     | Movistar Team          | Espagne                | + 1 min 08 s           |
| 8e                     | Bora-Hansgrohe         | Allemagne              | + 1 min 19 s           |
| 9e                     | Orica-Scott            | Australie              | + 1 min 19 s           |
| 10e                    | Astana                 | Kazakhstan             | + 1 min 19 s           |

### Écarts entre les favoris
| Classement des favoris | Classement des favoris | Classement des favoris | Classement des favoris | Classement des favoris |
|                        | Coureur                | Pays                   | Équipe                 | Temps                  |
| ---------------------- | ---------------------- | ---------------------- | ---------------------- | ---------------------- |
| 1er                    | Christopher Froome     | Royaume-Uni            | Sky                    | en 16 min 16 s         |
| 2e                     | Simon Yates            | Royaume-Uni            | Orica-Scott            | + 25 s                 |
| 3e                     | Richie Porte           | Australie              | BMC Racing             | + 35 s                 |
| 4e                     | Nairo Quintana         | Colombie               | Movistar               | + 36 s                 |
| 5e                     | Daniel Martin          | Irlande                | Quick-Step Floors      | + 37 s                 |
| 6e                     | Romain Bardet          | France                 | AG2R La Mondiale       | + 39 s                 |
| 7e                     | Fabio Aru              | Italie                 | Astana                 | + 40 s                 |
| 8e                     | Alberto Contador       | Espagne                | Trek-Segafredo         | + 42 s                 |
| 9e                     | Jakob Fuglsang         | Danemark               | Astana                 | + 42 s                 |
| 10e                    | Louis Meintjes         | Afrique du Sud         | UAE Emirates           | + 1 min 0 s            |
| 11e                    | Esteban Chaves         | Colombie               | Orica-Scott            | + 1 min 1 s            |
| modifier               |                        |                        |                        |                        |

## Abandons
- 29 -  Alejandro Valverde (Movistar) : Abandon
- 191 -  Ion Izagirre (Bahrain-Merida) : Abandon